# Předměřice nad Labem (stacja kolejowa)
Předměřice nad Labem – stacja kolejowa w miejscowości Třebechovice pod Orebem, w kraju hradeckim, w Czechach. Znajduje się na wysokości 240 m n.p.m.
Jest zarządzana przez Správę železnic. Na stacji nie ma możliwości zakupu biletów, a obsługa podróżnych odbywa się w pociągu.

## Linie kolejowe
- 031 Pardubice - Hradec Králové - Jaroměř